# リン・シェイ
リン・シェイ（Lin Shaye、1943年10月12日 - ）は、アメリカ合衆国の女優である。

## 来歴
ミシガン州デトロイトに生まれる。母親は主婦で、父親はスーパーマーケットを経営していた。また、兄のロバート・シェイも俳優、ディレクター。ミシガン大学を卒業後、ニューヨークへ渡りコロンビア大学で演劇を専攻。その後もニューヨークへ残り、オフ・ブロードウェイなどの舞台でキャリアをスタートさせた。1975年に『Hester Street』で映画デビュー。シェイはその2年後の1977年にロサンゼルスへ移った。1978年には、ジャック・ニコルソンがメガホンをとった『ゴーイング・サウス』へも顔を見せている。80年代に入ると、『エルム街の悪夢』や『クリッター』、ジョン・カーペンター監督の『ヒドゥン』など、数多くのホラー映画やSF映画へ出演。それ以降も様々な作品へ出演を重ね、現在に至る。近年では『SAW』でブレイクしたジェームズ・ワン監督のホラー『インシディアス』シリーズにおいて、人情味ある霊能者を演じている。

## 出演作品

### 映画
- Hester Street (1975)
- A Secret Space (1977)
- ゴーイング・サウス Goin' South (1978)
- 惨事!ビル大火災 The Triangle Factory Fire Scandal (1979)
- The Seeding of Sarah Burns (1979)
- ロング・ライダーズ The Long Riders (1980)
- ジャンク・イン・ザ・ダーク Alone in the Dark (1982)
- 新・ジキル博士とハイド氏 Jekyll and Hyde... Together Again (1982)
- エルム街の悪夢 A Nightmare on Elm Street (1984)
- マイナー・ブラザーズ 史上最大の賭け Brewster's Millions (1985)
- クリッター Critters (1986)
- マイ・デーモン・ラバー My Demon Lover (1987)
- ダブルボーダー Extreme Prejudice (1987)
- 暗夜に過去がよみがえる/ 美人キャスターの恐怖 Stillwatch (1987) ※テレビ映画
- スラムダンス Slam Dance (1987)
- ミストレス/ 夢の果て Mistress (1987)
- ヒドゥン The Hidden (1987)
- バトルランナー The Running Man (1987)
- クリッター2 Critters 2 (1988)
- 彼女はマンイーター/ ブロンドにご用心 Lucky Stiff (1988)
- 今夜はトーク・ハード Pump Up the Volume (1990)
- BOOK of LOVE/ あの日の恋 Book of Love (1990)
- 蜃気楼ハイウェイ Roadside Prophets (1992)
- 愛と憎しみの銃弾2 Her Final Fury: Betty Broderick, the Last Chapter (1992) ※テレビ映画
- ローデッド・ウェポン1 Loaded Weapon 1 (1993)
- 派遣秘書 The Temp (1993)
- スリー・オブ・ハーツ Three of Hearts (1993)
- Torch Song (1993) ※テレビ映画
- カウガール・ブルース Even Cowgirls Get the Blues (1993)
- 真・悪魔の棲む家 Amityville: A New Generation (1993) ※ビデオ映画
- マック☆テン/ MAC☆10 In the Line of Duty: The Price of Vengeance (1994)
- エルム街の悪夢 ザ・リアルナイトメア New Nightmare (1994)
- コリーナ、コリーナ Corrina, Corrina (1994)
- ジム・キャリーはMr.ダマー Dumb & Dumber (1994)
- ブラインド・ウィットネス/ 猟奇レイプ犯 Sketch Artist II: Hands That See (1995) ※テレビ映画
- ネイチャー・オブ・ザ・ビースト The Nature of the Beast (1995)
- Trial by Fire (1995) ※テレビ映画
- アルフ/ ザ・ファイナル・スペシャル Project: ALF (1996)
- キングピン/ストライクへの道 Kingpin (1996)
- ラストマン・スタンディング Last Man Standing (1996)
- ブレイクアウト Do Me A Favor (1997)
- アインシュタイン/ ボクの犬は天才!? Breakfast with Einstein (1998) ※テレビ映画
- メリーに首ったけ There's Something About Mary (1998)
- マンハッタンで抱きしめて Living Out Loud (1998)
- デトロイト・ロック・シティ Detroit Rock City (1999)
- ふたりの男とひとりの女 Me, Myself & Irene (2000)
- Attention Shoppers (2000)
- ギリーは首ったけ Say It Isn't So (2001)
- Without Charlie (2001)
- Man of the Year (2002)
- Wish You Were Dead （2002)
- グランド・ゼロ 感染源 Contagion (2002)
- バナナ★トリップ Boat Trip (2002)
- -less [レス] Dead End (2003)
- アメリカン・スクール・トリップ After School Special (2003)
- 新 Mr.ダマー ハリーとロイド、コンビ結成! Dumb and Dumberer: When Harry Met Lloyd (2003)
- ふたりにクギづけ Stuck on You (2003)
- Cross Bronx (2004)
- シンデレラ・ストーリー A Cinderella Story (2004)
- セルラー Cellular (2004)
- ヒルサイド・ストラングラー 丘の上の絞殺魔 The Hillside Strangler (2004)
- ヘイト・クライム Hate Crime (2005)
- アホリックス リローデッド Sledge: The Untold Story (2005)
- セクシー・ボディ・スナッチャーズ Drop Dead Sexy (2005)
- 2001人の狂宴 2001 Maniacs (2005)
- アイ・アム・ウォンテッド Piggy Banks (2005)
- テキサス・チェーンソー ビギニング Hoboken Hollow (2006)
- ジーザス、メアリー＆ジョーイ恋の福音 Jesus, Mary and Joey (2006)
- ギャング・オブ・ホラー Hood of Horror (2006)
- スネーク・フライト Snakes on a Plane (2006)
- サーフ・アカデミー/ 恋のマヒマヒ・ダンシング Surf School (2006)
- Driftwood (2006)
- プリティ・ライフ パリス・ヒルトンの学園天国 Pledge This! (2006)
- Homo Erectus (2007)
- Chasing Robert (2007)
- アサイラム 狂気の密室病棟 Asylum (2008)
- 私の中のあなた My Sister's Keeper (2009)
- American Cowslip (2009)
- スタントメン Stuntmen (2009)
- ダーク・ムーン・ライジング Dark Moon Rising (2009)
- Killer by Nature (2009)
- 2001 Maniacs: Field of Screams (2010)
- ペントハウス The Penthouse (2010)
- Pickin' & Grinnin' (2010)
- スモールタウン・サタデーナイト Small Town Saturday Night (2010)
- The Accidental Death of Joey by Sue (2010)
- The Land of the Astronauts (2010)
- インシディアス Insidious (2010)
- Sex Tax: Based on a True Story (2010)
- Red & Blue Marbles (2011)
- Black Velvet (2011)
- セドナ Sedona (2011)
- Losing Control (2011)
- Take Me Home （2011)
- チレラマ/ Chillerama Chillerama (2011)
- クリーパーズ・キラーズ 悪魔のまなざし Rosewood Lane (2011)
- 新・三バカ大将 ザ・ムービー The Three Stooges (2012)
- Jewtopia (2012)
- 3 Days of Normal (2012)
- メガ・スパイダー Big Ass Spider! (2013)
- インシディアス 第2章 Insidious: Chapter 2 (2013)
- All American Christmas Carol （2013)
- 呪い襲い殺す Ouija (2014)
- エイリアン・インセプションLOST TIME(2014)
- シグナル The Signal (2014)
- ウィジャ ビギニング 〜呪い襲い殺す〜 Ouija: Origin of Evil (2016)
- インシディアス 序章 Insidious: Chapter 3 (2015)
- abattoir(2016)
- インシディアス 最後の鍵 Insidious: The Last Key (2018)
- デッド・ウィッシュ The Final Wish (2018)
- ルーム・フォー・レント Room for Rent (2019)
- ザ・グラッジ 死霊の棲む屋敷 The Grudge (2020)
- インシディアス 赤い扉 Insidious: The Red Door (2023)

### テレビドラマ
- Eight Is Enough (1977)
- トワイライトゾーン The Twilight Zone (1985)
- 女刑事キャグニー&レイシー Cagney & Lacey (1986)
- ファルコン・クレスト Falcon Crest (1986)
- Who's the Boss? (1987)
- Highway to Heaven (1988)
- コーキーとともに Life Goes On (1991)
- アンジェラ 15歳の日々 My So-Called Life (1994)
- そりゃないぜ!? フレイジャー Frasier (1996)
- クロニクル 倒錯科学研究所 Perversions of Science (1997)
- Becker (1998)
- 女検死医ジョーダン Crossing Jordan (2004)
- マイネーム・イズ・アール My Name Is Earl (2006)
- ダーティ・セクシー・マネー Dirty Sexy Money (2007)
- ER緊急救命室 ER (2005)
- Waffle Hut (2012)
- プライベート・プラクティス 迷えるオトナたち Private Practice (2013)
- Hell Hunters (2015)

### ビデオゲーム
- Code Blue (2000)
- クアリー ～悪夢のサマーキャンプ～ The Quarry (2022)